# Brett Christophers
Brett Christophers, född 16 mars 1971, är en ekonomisk geograf som är professor vid Institutet för bostads- och stadsforskning vid Uppsala universitet. Han har skrivit mycket om historien om den moderna finanssektorn, den ekonomiska förvaltningen av realekonomiska tillgångar och effekten på miljön från ekonomisk förvaltning av mark och naturresurser. Christophers fick en BA i samhällsgeografi från University of Oxford 1993, en MA från University of British Columbia 1995 och en doktorsexamen från University of Auckland 2008.